# 植松増美
植松 増美（うえまつ ますみ、1938年3月15日 - ）は、日本の経営者。アサヒ飲料社長を務めた。

## 来歴・人物
山梨県出身。1962年に東京大学経済学部を卒業し、同年にアサヒビールに入社。1992年3月に取締役に就任し、1996年3月に常務、1997年5月に専務を経て、1999年3月に副社長に就任し、2001年3月にはアサヒ飲料社長に就任。2003年3月に相談役に就任。